# Alexandra Béres
Alexandra Béres (Budapest, 7 de mayo de 1976) es una campeona del mundo de fitness (Ms. Fitness World '96), profesional del curling y modelo de portada húngara. En Hungría, es conocida como una "leyenda del fitness", según The Curling News.
Ha participado en tres campeonatos europeos de curling con Hungría. En los tres campeonatos jugó en tercera posición con la saltadora Ildikó Szekeres. En 2003 terminó 18ª, en 2004 14ª y en 2005 15ª. Béres también jugó en el Campeonato de Europa de Curling Mixto de 2005, donde jugó en segunda posición para el skip György Nagy (que lanzó las terceras piedras). Acabarían quintos. De 2010 a 2015, volvió a ser tercera con Szekeres.
Es once veces campeona de Hungría de curling femenino (2003, 2004, 2005, 2006, 2007, 2008, 2009, 2010, 2011, 2012, 2013) y campeona de Hungría de curling mixto (2005).
Entre 1997 y 1999 quedó entre las diez primeras en varias competiciones de culturismo en Europa.